# Porta dos Fundos
Porta dos Fundos é uma produtora de vídeos de comédia veiculados na internet. Originalmente o elenco contava com Antonio Tabet, Clarice Falcão, Fábio Porchat, Gregório Duvivier, Gabriel Totoro, João Vicente de Castro, Júlia Rabello, Letícia Lima, Luis Lobianco, Marcos Veras, Marcus Majella e Rafael Infante.

## História

O elenco original em 2013. Fundo: Letícia Lima, Luis Lobianco, Antonio Tabet, Marcos Veras, Rafael Infante, Gabriel Totoro, Clarice Falcão e Fábio Porchat. Frente: Júlia Rabello, João Vicente de Castro, Gregório Duvivier e Marcus Majella.

No final de 2011 Fábio Porchat e Ian SBF, fundadores do canal de Youtube Anões em Chamas, e Antônio Tabet, criador do site de humor Kibe Loco, decidiram formar uma parceria para lançar um canal com esquetes humoradas e ácidas abordando temáticas que eles não conseguiam fazer na televisão no tempo em que eram roteiristas. Eles convidaram para se juntar a concepção do projeto Gregório Duvivier, que também era roteirista e estava infeliz com as restrições televisivas, e João Vicente de Castro, publicitário que trazia uma visão comercial do trabalho. Em março de 2012 os cinco amigos registraram oficial o Porta dos Fundos, que teve o primeiro trabalho liberado em 6 de agosto de 2012. Em 6 meses, a marca de 30 milhões de visualizações no site de compartilhamentos de vídeos YouTube foi alcançada. A maior parte de seu público possui idades entre 20 a 45 anos.
O Porta dos Fundos se tornou o maior canal brasileiro no YouTube em abril de 2013, tendo sido ultrapassado pelo canal do Whindersson Nunes em outubro de 2016. Em novembro de 2015 a equipe do Porta dos Fundos recebeu o Play de Diamante, uma das maiores recompensas dadas pelo Youtube aos criadores de conteúdo que alcançam a marca de 10 milhões de inscritos. O prêmio foi dado à equipe durante o evento denominado Youtube FanFest realizado naquele ano pela primeira vez no Brasil. Mundialmente, é o 6º canal com mais inscritos entre canais de comédia e o 35º com mais inscritos em geral (em outubro de 2016). Em 8 de novembro de 2015 o Porta dos Fundos comemorou o recorde de 2 bilhões de visualizações em todos os vídeos publicados no Youtube, sendo o vídeo denominado "Na Lata" responsável por 20 milhões de visualizações.
Apesar do sucesso, os integrantes afirmaram em 2012 que não pensavam em migrar para a televisão. Em 2014 o grupo assinou um contrato com a emissora de televisão à cabo Fox Brasil para a criação de alguns seriados. Em 2015 a Ancine (Agência Nacional do Cinema do Governo) liberou R$ 7,3 milhões para 1º filme do Porta dos Fundos lançado nos cinemas em 2016 Em abril de 2017, o conglomerado de mídia Viacom (mais tarde, Paramount Global) anunciou a compra de parte majoritária da produtora Porta dos Fundos. Os detalhes da negociação, incluindo valores e o percentual de controle, não foram divulgados oficialmente, mas segundo algumas divulgações a Viacom teria adquirido 51% do controle da produtora a um custo de aproximadamente 60 milhões de reais. No dia seguinte ao comunicado, a produtora divulgou um vídeo satirizando a venda à Viacom. Em março de 2025, Antonio Tabet, Ian SBF e a Paramount Global anunciam que venderam sua parte na sociedade.

## Episódios
Os vídeos são gravados nos mais diversos locais, que vai da redação do Jornal LANCE até o VIP's Suítes. Geralmente, há parcerias ou as marcas cedem gentilmente, entretanto, o produtor de locação costuma ter trabalho para encontrar o lugar perfeito e autorizá-lo. Pelas polêmicas sempre criadas com religião e política, muitas empresas preferem nem receber o diretor para negociações. Dentre as várias participações especiais nos episódios, constam nomes como Alexandre Nero, Maitê Proença, Fernanda Paes Leme, Ivete Sangalo, Rodrigo Hilbert, David Brazil e Xuxa.

## Controvérsias
O programa ganhou destaque com o episódio Fast Food, que ironizava o atendimento dos restaurantes Spoleto. Surpreendendo, a rede de fast food passou a usar o viral como publicidade: o vídeo foi renomeado como Spoleto e a equipe foi contratada para produzir mais 2 vídeos publicitários para o restaurante. No dia 22 de junho de 2014 os acessos à conta do YouTube chegaram a 1 bilhão de visualizações. O programa também tem recebido elogios da crítica, tendo se tornado o primeiro canal on-line a vencer o prêmio da APCA (Associação Paulista de Críticos de Arte), concorrendo na categoria de TV, como programa de comédia.
Ao final de 2013, o canal divulgou um vídeo chamado Especial de Natal, que acabou gerando uma grande controvérsia com grupos cristãos e islâmicos, sob a alegação de possuir conteúdo baseado de intolerância religiosa. O vídeo mostra que teria havido relações sexuais de Maria com Deus (o que teria levado à sua gestação e ao nascimento de Jesus), mostra tentativas de "negociações" de Jesus com os soldados que o pregaram na cruz, etc.
Com mais de dez milhões de visualizações e 208 mil marcações positivos, o vídeo tem quase 100 mil marcações de "não gostei" no YouTube, o que faz com que seja um dos conteúdos publicados com maior índice de rejeição do canal[carece de fontes?]. O episódio polêmico desencadeou uma rejeição muito forte por parte de grupos religiosos, que têm feito campanhas constantes contra o Porta dos Fundos. Uma petição online chegou a ser criada para que a cervejaria Itaipava deixe de patrocinar o canal de humor. O diretor do Porta dos Fundos, Ian SBF, alegou que não houve a intenção de atacar os cristãos, apenas divertir seus fãs.
O vídeo "Dura", de fevereiro de 2014, foi acusado de ser igual a uma outra produção de humor publicada no YouTube em 2006. Na época, Fábio Porchat, alegou que apesar das semelhanças, tudo não passava de uma coincidência.
Ainda em julho de 2014, o grupo foi acusado por internautas de plagiar o roteiro de um desenho animado em sua última produção, "Suspeito". O diálogo retratado é extremamente semelhante ao do episódio "The Game", de The Amazing World of Gumball (O Incrível Mundo de Gumball). Um internauta chegou a editar uma comparação entre os dois, cujo vídeo foi postado no YouTube, mas foi retirado pouco tempo depois por solicitação da própria produtora. Apesar disso, todavia circulam vídeos que reforçam o argumento de que houve, sim, plágio.
Em fevereiro de 2016, Porta dos Fundos retrata Jesus Cristo como um humano seletivo no seu amor, alguém que acha a missa chata, falsa e entediante e alguém que odeia partidários de Jair Bolsonaro. A crítica viu o vídeo de maneira negativa, com vídeos respostas de youtubers cristãos famosos. A marca de "não gostei" do youtube chegou à 92 mil.
Em março de 2016 o grupo postou um vídeo intitulado "Delação", onde o mesmo faz sátiras sobre uma suposta parcialidade das investigações da Operação Lava Jato.
Em março de 2017, no vídeo intitulado "Esquerda túnica", Jesus é retratado como um partidário da esquerda política. Ao citar Mateus 19:24, que trata da quase impossibilidade de um rico ir para o céu, é repreendido como "gayzista", "maconheiro" e "comunista", e é sugerido que vá para Cuba.
Já em junho de 2017, o Porta dos Fundos lança um vídeo intitulado "Céu Católico", onde satirizam a doutrina cristã e supostos critérios católicos para se chegar ao céu . A produção gerou polêmica entre internautas. A quantia de "não gostei" no YouTube supera 97 mil. Além disso, a produtora chegou a ser processada pelo Centro Dom Bosco, que a acusou de intolerância à fé católica.

### Ataque ao estúdio
Na madrugada do dia 24 de dezembro de 2019, a sede da produtora do programa de humor Porta dos Fundos foi atacada com dois coquetéis molotov. O incidente foi associado ao “Especial de Natal Porta dos Fundos: a Primeira Tentação de Cristo”, exibido pela plataforma de streaming Netflix, onde Gregorio Duvivier interpreta o personagem de um Jesus Cristo em um relacionamento homoafetivo com Orlando (Fábio Porchat). O grupo fictício Comando de Insurgência Popular Nacionalista da Família Integralista Brasileira assumiu a autoria da ação; em nota, a Frente Integralista Brasileira nega qualquer ligação com o grupo. Em 31 de dezembro de 2019, a polícia identificou um dos responsáveis pelo incidente, Eduardo Fauzi Richard Cerquise, que se refugiou na Rússia dia 29 de dezembro de 2019; no dia 8 de janeiro de 2020, seu nome foi incluído na lista de difusão vermelha da Interpol após pedido da Justiça do Rio de Janeiro.
O ataque gerou bastante repercussão e controvérsias nas redes sociais, com pessoas, de um lado, condenando esse evento, alegando extremismo religioso e desrespeito à liberdade de expressão e, do outro, lembrando do histórico de polêmicas e processos do grupo Porta dos Fundos em relação a crenças religiosas, especialmente cristãs, flertando com a intolerância religiosa e o discurso de ódio.
Antonio Tabet, em fevereiro de 2021, afirmou que à época do atentado as autoridades policiais disseram que havia cinco suspeitos, mas se tratava de um grupo amador e logo seriam identificados. “Já passou um ano e três meses, e só um foi preso. E a polícia não conseguiu encontrar esses, entre aspas, amadores. O que está acontecendo? Será que alguém os protege? Será que tem alguém impedindo que isso vá para frente? A gente não sabe.” 

## Elenco

### Atual
- Fábio Porchat (2012–presente)
- Gregório Duvivier (2012–presente)
- João Vicente de Castro (2012–presente)
- Rafael Infante (2012–2016; 2020–presente)
- Thati Lopes (2015–presente)[46]
- Rafael Portugal (2015–presente)[47]
- Evelyn Castro (2016–presente)[48]
- Estevam Nabote (2019–presente)
- Fabio de Luca (2019–presente)
- Macla Tenório (2021–presente)
- Ed Gama (2021–presente)
- João Pimenta (2021–presente)
- Rafael Saraiva (2023–presente)
- Júlia Rabello (2012–2015; 2022–presente)

### Antigo
- Marcos Veras (2012–2014)
- Marcus Majella (2012–2014)
- Letícia Lima (2012–2015)
- Clarice Falcão (2012–2015)
- Luis Lobianco (2012–2019)[49]
- Karina Ramil (2016–2019)
- Gabriel Totoro (2012–2021)
- Noemia Oliveira (2019–2023)
- Pedro Benevides (2018–2024)
- Antonio Tabet (Kibe) (2012–2025)

## Equipe técnica
- Ian SBF – roteiro, direção, direção geral
- Rodrigo Magal – roteiro, edição, direção
- Gregório Duvivier – roteiro
- Fábio Porchat  – roteiro
- Antonio Pedro Tabet – roteiro
- Gabriel Esteves – roteiro
- Pedro Esteves - roteiro
- Luanne Araujo – coordenadora de pós produção
- Gustavo Chagas - direção de making of
- Vinicius Videla – assistente de direção
- Gui Machado – direção de fotografia
- Nataly Mega – produtora executiva
- Lívia Andrade - produção
- Bruno Menezes – áudio
- João Marcos Rodrigues – roteirista (2014-16)
- Juli Videla – figurinista
- Ana Nunes – diretora financeira
- Amanda Moura - diretora comercial
- Marcela Briones - analista comercial
- Arthur Santiago - designer gráfico

## Prêmios
. 2019Emmy Internacional na categoria Melhor Comédia
. 2019Poc Awards do Gay Blog Br na categoria Manda Vídeo com Inritado (2019) 

## Outros empreendimentos

### Canais temáticos
Além do canal de episódios, há ainda mais quatro canais temáticos: o "Fundos da Porta", dedicado aos making-ofs de cada esquete, o "Backdoor" ('Porta dos Fundos' em inglês) com os vídeos legendados em inglês. O "Portaria", que funciona como uma espécie de FAQ (resposta a perguntas frequentes) do canal, além de mostrar a repercussão dos três vídeos da semana nas redes sociais, sempre apresentados por dois integrantes por semana. E mais recentemente o "Porta Afora", um chat show de viagens, em que pessoas famosas e anônimas, brasileiras e estrangeiras, narram suas histórias e experiências como turistas. O programa é apresentado pelo Fábio Porchat e pela roteirista Rosana Hermann. O canal por assinatura, Multishow, chegou a exibir duas temporadas. Além do site "Loja do Porta dos Fundos" que disponibiliza produtos para venda, como camisetas, acessórios, livro e DVD.

### Livro
O livro do coletivo "Porta dos Fundos", lançado em agosto de 2013, é uma compilação de 37 esquetes do grupo, já vistos na internet, amarrados numa edição que inclui ainda fotos exclusivas e comentários dos autores. No início de cada capítulo, há um QR Code que leva diretamente ao vídeo no YouTube.[carece de fontes?]

### Lançamento em DVD
O primeiro DVD do canal, lançado pela Universal. O "Porta dos Fundos - Vol. I" reúne as primeiras 28 esquetes produzidas pela empresa, além de comentários dos atores e criadores do canal antes de cada curta e um documentário sobre a história da produtora. "Muita gente ainda não tem internet no Brasil, então esta é uma maneira de chegar a um público que o 'Porta' não estava conseguindo alcançar", explica o diretor Ian SBF. Alguns dos vídeos mais assistidos "Sobre a mesa", "Spoleto" e "Término de namoro", estão na coletânea. Mais extras com os atores e roteiristas comentando cada vídeo e documentário sobre a história do grupo. O diretor garante, ainda, que novos DVDs serão lançados à medida que novas temporadas forem produzidas.

### Filme
Em entrevista ao programa De Frente com Gabi, exibido em 4 de agosto de 2013, o roteirista e ator Antônio Pedro Tabet e o argumentista e ator João Vicente de Castro falaram sobre a produtora estar em fase de roteiro e pré-produção de um longa-metragem, com provável de início das filmagens até o final de 2013. "Vai ser um filme nosso. Do jeito que 'a gente' quer". O filme tem previsão de estreia para 2016. As filmagens atrasaram um pouco, mas disseram para ao site iG: "As gravações começam em janeiro de 2015, e o filme deve ser lançado em junho do mesmo ano."

### Séries
Depois de muito resistirem as muitas investidas de emissoras de televisão, os comediantes do "Porta dos Fundos" fecharam uma parceria com a Fox Brasil. O grupo de humor, formado por Fábio Porchat, Antonio Pedro Tabet, Gregório Duvivier, Ian SBF, João Vicente de Castro e companhia, levará seus esquetes consagrados da internet para as telas da TV à cabo a partir de outubro de 2014, em 12 episódios de 30 minutos cada. As esquetes, já presentes na internet, vão ganhar novas cenas, que serão usadas como pílulas para a televisão, e serão exibidas no canal a partir do segundo semestre de 2014. Já a série será transmitida inicialmente na TV, para mais tarde ser levado para o canal da trupe no YouTube. No comunicado oficial, o diretor do "Porta dos Fundos", Ian SBF, explicou que há tempos existia o plano de iniciar uma parceria com a televisão. "Começamos nosso trabalho na internet e acreditamos nela como nossa casa, afinal, ela nos permitiu fazer um trabalho que a televisão não permitia. Sempre dissemos que estávamos apenas esperando o projeto certo para avançarmos em outras mídias; finalmente estamos muito felizes com essa parceria", disse Ian.
Em 2014 o canal produziu duas webséries "VIRAL" e "REFÉM", esta última foi exibida também pelo canal Fox Brasil em formato de telefilme. A série ''O Grande Gonzalez'' produzida pelo Porta dos Fundos estreou no canal Fox Brasil em 2015.

### Peça de teatro
Em 2015, o grupo lançou a peça teatral Portátil, que consistia em esquetes de improviso sem roteirização prévia, pegando temas da plateia para criarem as cenas, com a qual rodaram o Brasil e Portugal até 2017.

### Netflix
Em 2018, o grupo lançou o filme Se Beber Não Ceie uma paródia de Se Beber, Não Case! com sátiras ao universo bíblico lançada mundialmente para a Netflix. O longa ganhou o Emmy Internacional de melhor comédia em 2019. Em dezembro de 2019, foi lançado na Netflix mais um filme de sátira ao cristianismo, A Primeira Tentação de Cristo.

## Filmografia

### Filmes
| Ano  | Título                        | Emissora Original | Notas         |
| ---- | ----------------------------- | ----------------- | ------------- |
| 2016 | Contrato Vitalício            | Cinema            | Longa         |
| 2018 | Se Beber, Não Ceie            | Netflix           | Especial      |
| 2019 | A Guiana Sumiu...             | YouTube           | Curta         |
| 2019 | A Primeira Tentação de Cristo | Netflix           | Especial      |
| 2020 | Teocracia em Vertigem         | YouTube           | Especial      |
| 2021 | Peçanha Contra o Animal       | Prime Video       | Curta         |
| 2021 | Te Prego Lá Fora              | Paramount+        | Curta Animado |
| 2022 | O Espírito do Natal           | Paramount+        | Especial      |

### Séries
| Ano  | Título            | Emissora Original                   | Notas                        |
| ---- | ----------------- | ----------------------------------- | ---------------------------- |
| 2014 | Viral             | YouTube                             | 4 Episódios                  |
| 2014 | Refém             | YouTube                             | 5 Episódios                  |
| 2015 | O Grande Gonzalez | Fox Brasil                          | 10 Episódios                 |
| 2017 | Greg News         | HBO Brasil                          | 6 Temporadas - 136 Episódios |
| 2018 | Borges            | Comedy Central                      | 10 Episódios                 |
| 2018 | O Último Desejo   | YouTube                             | 3 Episódios                  |
| 2019 | Homens?           | YouTube                             | 2 Temporadas - 16 Episódios  |
| 2019 | Surfe de Titãs    | YouTube                             | 10 Episódios                 |
| 2021 | Futuro Ex-Porta   | Original YouTube                    | 8 Episódios                  |
| 2022 | As Seguidoras     | Paramount+                          | 6 Episódios                  |
| 2022 | Harina            | Comedy Central México \ Prime Video | 8 Episódios                  |

### Programas de TV
| Ano  | Título                        | Emissora | Notas               | Notas                                         |
| ---- | ----------------------------- | -------- | ------------------- | --------------------------------------------- |
| 2015 | Porta Afora                   | YouTube  | Programa de Viagens | 6 Temporadas - 61 Episódios                   |
| 2019 | Que História É Essa, Porchat? | GNT      | Talk-Show           | 7 Temporadas - 210 Episódios (até a 6ª temp.) |
| 2019 | Virada de Mesa                | DAZN     | Talk-Show           |                                               |